# Набэсима Наоёси (1844—1915)
Набэсима Наоёси (яп. 鍋島 直彬, 30 января 1844 — 13 июня 1915) — японский государственный деятель, последний 13-й даймё княжества Касима (1848—1871), первый губернатор префектуры Окинава (1879—1881), член Гэнроина (1881—1890), виконт (с 8 июля 1884), член Палаты пэров Японии (1890—1915).

## Биография
Третий сын Набэсимы Наонаги, 10-го даймё Касимы. Мать, Ото, дочь Набэсимы Сигэнобу. В 1848 году 12-й даймё Касимы, Набэсима Наосага, был вынужден уйти в отставку по приказу Набэсимы Наомасы, 11-го даймё Саги, и приёмный сын Наосаги, Набэсима Наоёси, стал следующим даймё в возрасте 4 лет.
В конце периода Эдо Наоёси действовал вместе с княжеством Сага и выступал в качестве переговорщика при Императорском дворе по приказу Наомасы. В 1866 году он укрыл у себя Соэдзиму Танэоми, которого преследовало бакуфу. В 1868 году во время войны Босин Наоёси подчинился новому правительству. В июле 1871 года он был освобождён от должности даймё после ликвидации ханов и основания префектур и переехал в Токио.
В 1872 году Набэсима посетил США. В 1876 году был назначен камергером и служил близким советником императора Мэйдзи. В 1877 году сопровождал императора Мэйдзи в Киото во время Сацумского восстания, а в апреля 1879 году Набэсима Наоёси был назначен первым губернатором префектуры Окинава. В 1881 году стал членом Гэнроина.
В 1884 году был удостоен титула виконта (сисяку). В 1890 году был назначен членом Палаты пэров и оставался на этом посту до своей смерти. Кроме того, Наоёси усердно работал над созданием больниц и школ в своём родном городе Касима.

## Семья
Был женат на двоюродной тёте, Айко, дочери Набэсимы Наотомо, 8-го даймё Хасуноикэ. Его дочь, Миёко (1861—1920), жена Исахаи Иэтаки. Приёмный сын, Набэсима Наотада, четвёртый сын Набэсимы Наохиро.

## Награды
- Орден Священного сокровища 2 класса (1 апреля 1906)